# Júlio Duarte Langa
Júlio Duarte Langa (ur. 27 października 1927 w Mangunze) – mozambicki duchowny katolicki, biskup diecezji Xai-Xai w latach 1976–2004, kardynał.

## Życiorys
Święcenia kapłańskie otrzymał 9 czerwca 1957.

## Episkopat
30 maja 1976 został mianowany biskupem diecezji Xai-Xai. Sakry biskupiej udzielił mu 24 października 1976 arcybiskup Alexandre José Maria dos Santos.
4 stycznia 2015 ogłoszony kardynałem przez papieża Franciszka. Insygnia nowej godności odebrał 14 lutego. Ze względu na ukończenie wieku 80 lat nie będzie mógł głosować podczas konklawe.